# Stacy Lewis
Stacy Lewis (född 16 februari 1985 i Toledo, Ohio) är en amerikansk professionell golfspelare på den USA-baserade LPGA Touren.
Hon deltog i olympiska sommarspelen 2016.

## Segrar på LPGA Touren
- 2020 – Aberdeen Standard Investments Ladies Scottish Open
- 2017 – Cambia Portland Classic
- 2014 – Walmart NW Arkansas Championship
- 2014 – ShopRite LPGA Classic
- 2014 – North Texas LPGA Shootout
- 2013 – Women's British Open
- 2013 – RR Donnelley LPGA Founders Cup
- 2013 – HSBC Women’s Championship
- 2012 – Mizuno Classic
- 2012 – Navistar LPGA Classic
- 2012 – ShopRite LPGA Classic
- 2012 – Mobile Bay LPGA Classic
- 2011 – Kraft Nabisco Championship